# Supercopa alemanya de futbol

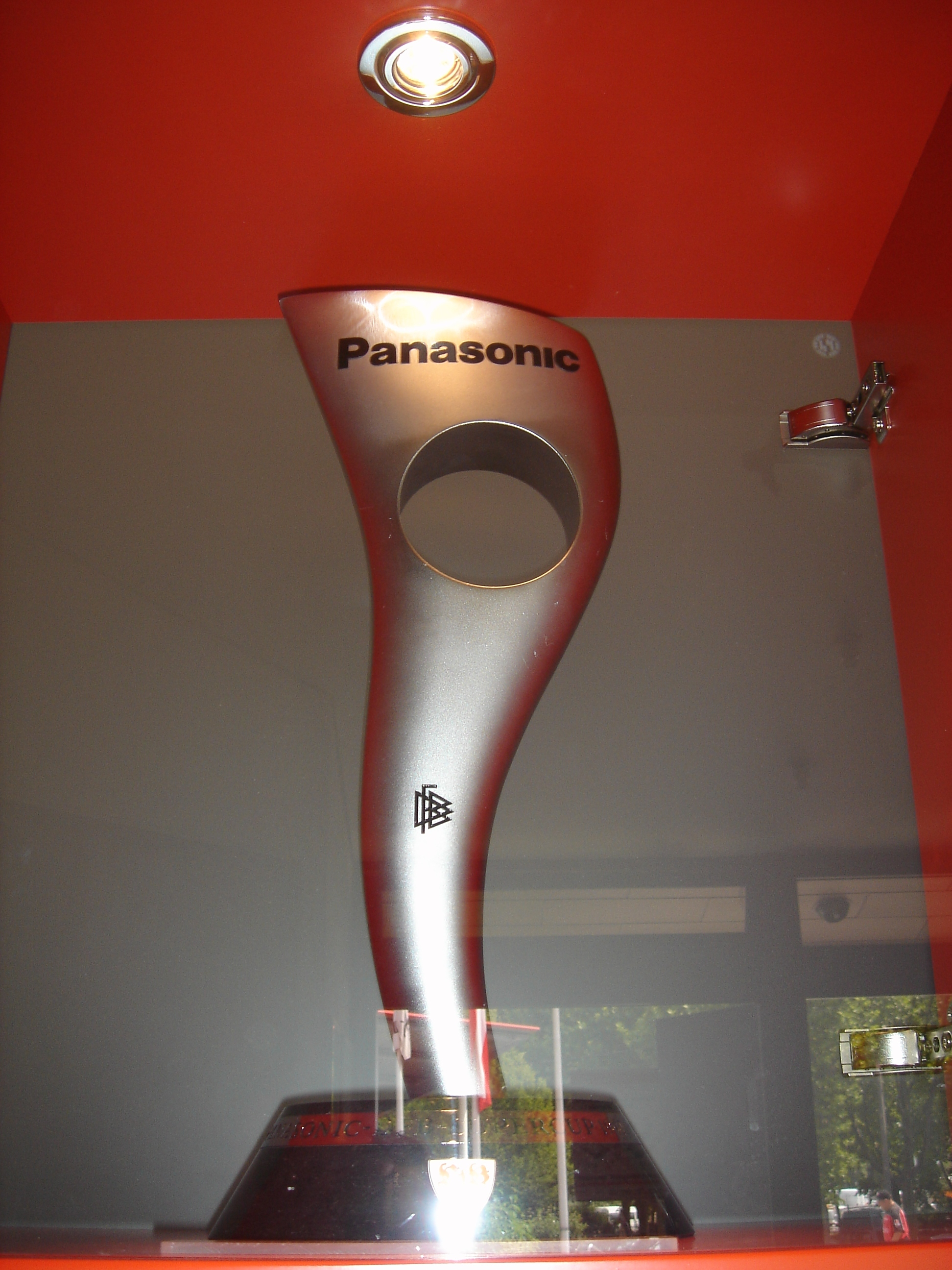
El trofeu patrocinat de la Supercopa alemanya de 1992

La Supercopa alemanya de futbol és una competició futbolística alemanya que enfronta al campió de la Lliga alemanya de futbol amb el de la Copa alemanya de futbol. Aquest torneig es disputà de forma oficial de 1987 a 1996, essent substituïda a partir del 1997 per la Copa de la Lliga alemanya de futbol. L'any 1977 i 1982 es realitzaren també dues edicions de forma no oficial.
La competició es tornà a realitzar de forma no oficial a partir del 2008, no essent fins al 2010 que tornà a adquirir el seu estat de competició oficial.

## Historial de campions
- 1940: Dresdner SC (No oficial)
- 1976: Borussia Mönchengladbach (No oficial)
- 1982: FC Bayern de Múnic (No oficial)
- 1987: FC Bayern de Múnic
- 1988: Werder Bremen
- 1989: Borussia Dortmund
- 1990: FC Bayern de Múnic
- 1991: FC Kaiserslautern
- 1992: VfB Stuttgart
- 1993: Werder Bremen
- 1994: Werder Bremen
- 1995: Borussia Dortmund
- 1996: Borussia Dortmund
- 2008: Borussia Dortmund (No oficial)
- 2009: Werder Bremen (No oficial)
- 2010: FC Bayern de Múnic
- 2011: FC Schalke 04
- 2012: FC Bayern de Múnic
- 2013: Borussia Dortmund[1]
- 2014: Borussia Dortmund
- 2015: Wolfsburg
- 2016: FC Bayern de Múnic
- 2017: FC Bayern de Múnic[2]
- 2018: FC Bayern de Múnic
- 2019: Borussia Dortmund
- 2020: FC Bayern de Múnic
- 2021: FC Bayern de Múnic
- 2022: FC Bayern de Múnic
- 2023: RB Leipzig
- 2024: Bayer Leverkusen

## Palmarès

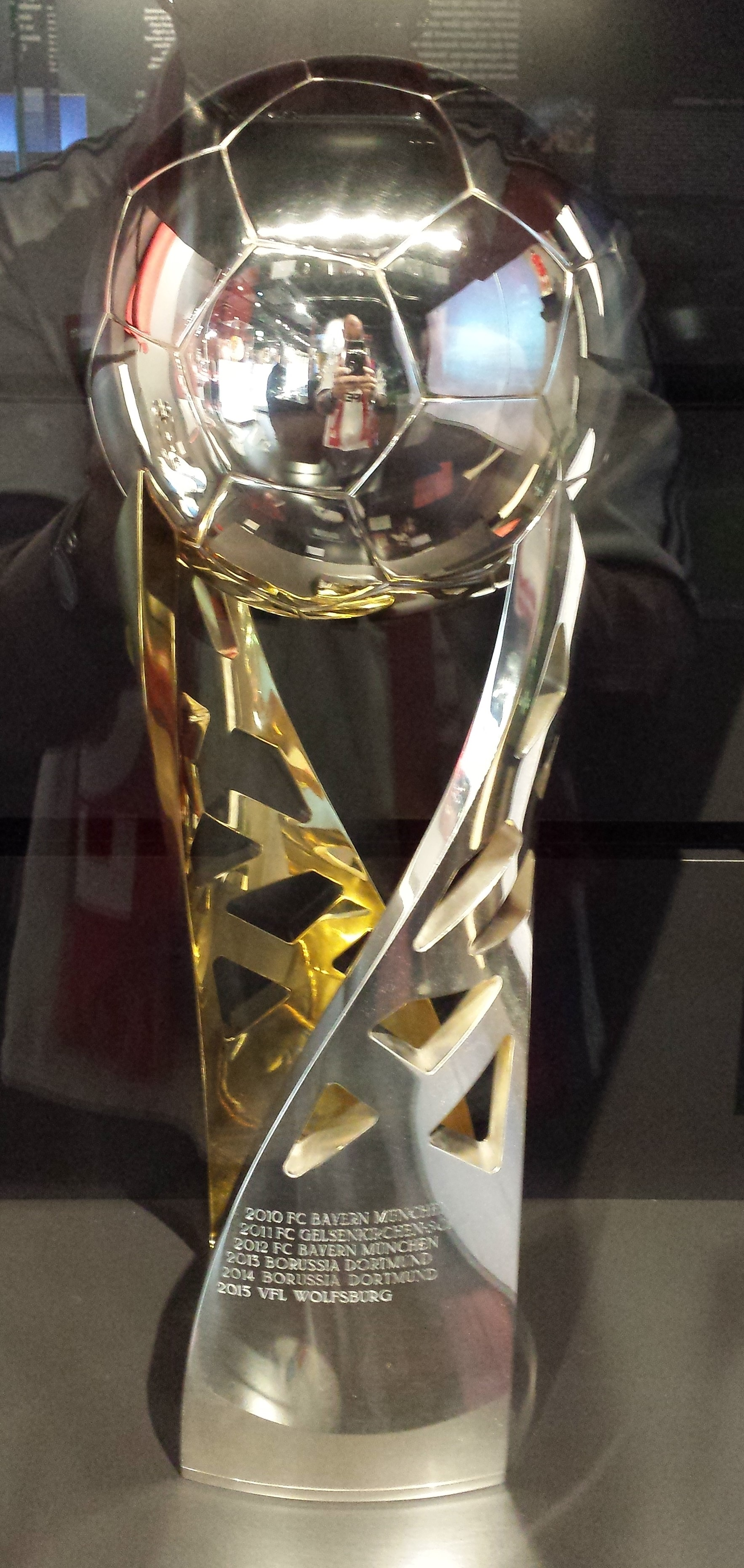
El trofeu de la Supercopa alemanya

Només edicions oficials. S'exclouen les edicions de 2008 i 2009.
Actualitzat amb l'edició de 2024.
| Club                     | Títols | Subtítols | Anys Campió                                                | Anys Subcampió                           |
| ------------------------ | ------ | --------- | ---------------------------------------------------------- | ---------------------------------------- |
| FC Bayern München        | 10     | 7         | 1987, 1990, 2010, 2012, 2016, 2017, 2018, 2020, 2021, 2022 | 1989, 1994, 2013, 2014, 2015, 2019, 2023 |
| Borussia Dortmund        | 6      | 6         | 1989, 1995, 1996, 2013, 2014, 2019                         | 2011, 2012, 2016, 2017, 2020, 2021       |
| Werder Bremen            | 3      | 1         | 1988, 1993, 1994                                           | 1991                                     |
| Kaiserslautern           | 1      | 2         | 1991                                                       | 1990, 1996                               |
| VfB Stuttgart            | 1      | 1         | 1992                                                       | 2024                                     |
| FC Schalke 04            | 1      | 1         | 2011                                                       | 2010                                     |
| RB Leipzig               | 1      | 1         | 2023                                                       | 2022                                     |
| Bayer Leverkusen         | 1      | 1         | 2024                                                       | 1993                                     |
| Wolfsburg                | 1      | –         | 2015                                                       | –                                        |
| Eintracht Frankfurt      | –      | 2         | –                                                          | 1988, 2018                               |
| Hamburg                  | –      | 1         | –                                                          | 1987                                     |
| Hannover 96              | –      | 1         | –                                                          | 1992                                     |
| Borussia Mönchengladbach | –      | 1         | –                                                          | 1995                                     |